# Аль-Баркія
Аль-Баркія (араб. البارقية) — місто в Сирії. Знаходиться в провінції Тартус, у районі Сафіта поблизу межі з провінцією Хомс. Є центром однойменної нохії.
| Сирія | Це незавершена стаття з географії Сирії. Ви можете допомогти проєкту, виправивши або дописавши її. |